# KennyS
Кени „kennyS” Шраб (фр. Kenny Schrub; Дињ ле Бен; 19. мај 1995) је професионални играч игре Counter-Strike: Global Offensive и наступа за организацију G2 Esports. Сматран је за најбољег снајперисту у игри пре промене начина рада снајпера. Данкан „Thorin” Шилдс, еспорт историчар и аналитичар сматра да је он био најбољи играч у свету пре наведене промене. У току каријере је наступао за организације Titan, Team LDLC, Team EnVyUs и Clan-Mystik. Освојио је награду „Еспорт играч године” за 2015. годину.

## Каријера
Кени је своју каријеру започео у Француској. Игру Counter Strike је почео да игра са шест година.
Професионалну каријеру је започео у игри Counter Strike: Source и касније је прешао на игру Counter-Strike: Global Offensive. Први професионални тим за који је потписао је био тим VeryGames са којим је освојио друго место на турниру ESWC 2012.
За организацију Titan је потписао 28. априла 2014. године. Испадање у раној фази турнира ESL One Katowice 2015 је било кључно у његовом трансферу у Team EnvyUs. На следећем мејџору, ESL One Cologne 2015, Team EnvyUs је освојио друго место. На трећем, уједно и послењем мејџору 2015. године, Team EnvyUs осваја DreamHack Open Cluj-Napoca 2015. KennyS је одиграо значајну улогу у овој победи. На крају 2015. године је освојио за „Еспорт играч године”.
Одмах на старту 2016. године, Team EnVyUs је освојио Global eSports Cup - Season 1. У септембру исте године су освојили Gfinity CS:GO Invitational.
Потписао је за нови G2 Esports тим 3. фебруара 2017. године. G2 Esports је победио прву мапу са новом поставом.  Завршили су на трећем месту турнира EPICENTER 2017. Крајем 2019. године, тиму су се прикључили Немања „nexa” Исаковић и Немања „huNter-” Ковач и тиме је почела нова епоха. Заузели су друго место на Intel Extreme Masters Season XIV - World Championship.
Крајем октобра 2020. године, KennyS добија новог саиграча, једног од најбољих играча икада, Николу "NiKo" Ковача.

## Достигнућа, награде и признања

### Titan
- први на Gamers Assembly 2015[19]

### Team EnVyUs
- први на DreamHack Open Cluj-Napoca 2015[10]
- први на World Electronic Sports Games[20]
- други на ESL One Cologne 2015[9]

### G2 Esports
- први на DreamHack Tours 2017[21]
- први на HTC 2vs2 Invitational by PGL[22]
- други на DreamHack Open Austin 2017[23]
- први на ESL Pro League Season 5[24]
- први на DreamHack Masters Malmö 2017[25]
- други на Intel Extreme Masters Season XIV - World Championship[17]

### MVP
- DreamHack Malmö 2017[26]
- Pro League S5 Finals[27]
- DreamHack Open Tours 2017[28]
- DreamHack Open Cluj-Napoca 2015[29]
- DreamHack Open London 2015[30]
- DreamHack Stockholm CS:GO Invitational 2014[31]

### Рангирање
- шести у свету 2014. године[32]
- шести у свету 2015. године[33]
- тринаести у свету 2016. године[34]
- седми у свету 2017. године[35]

### Друге награде
- „Еспорт играч године” за 2015. годину[3]